# Kamienica Pod Złotą Kotwicą we Wrocławiu
Kamienica Pod Złotą Kotwicą (niem. Zum goldenen Anker) – kamienica na wrocławskim rynku, na jego północnej pierzei, zwanej Targiem Łakoci. Jest to najstarsza kamienica w północnej pierzei.

## Historia i architektura kamienicy

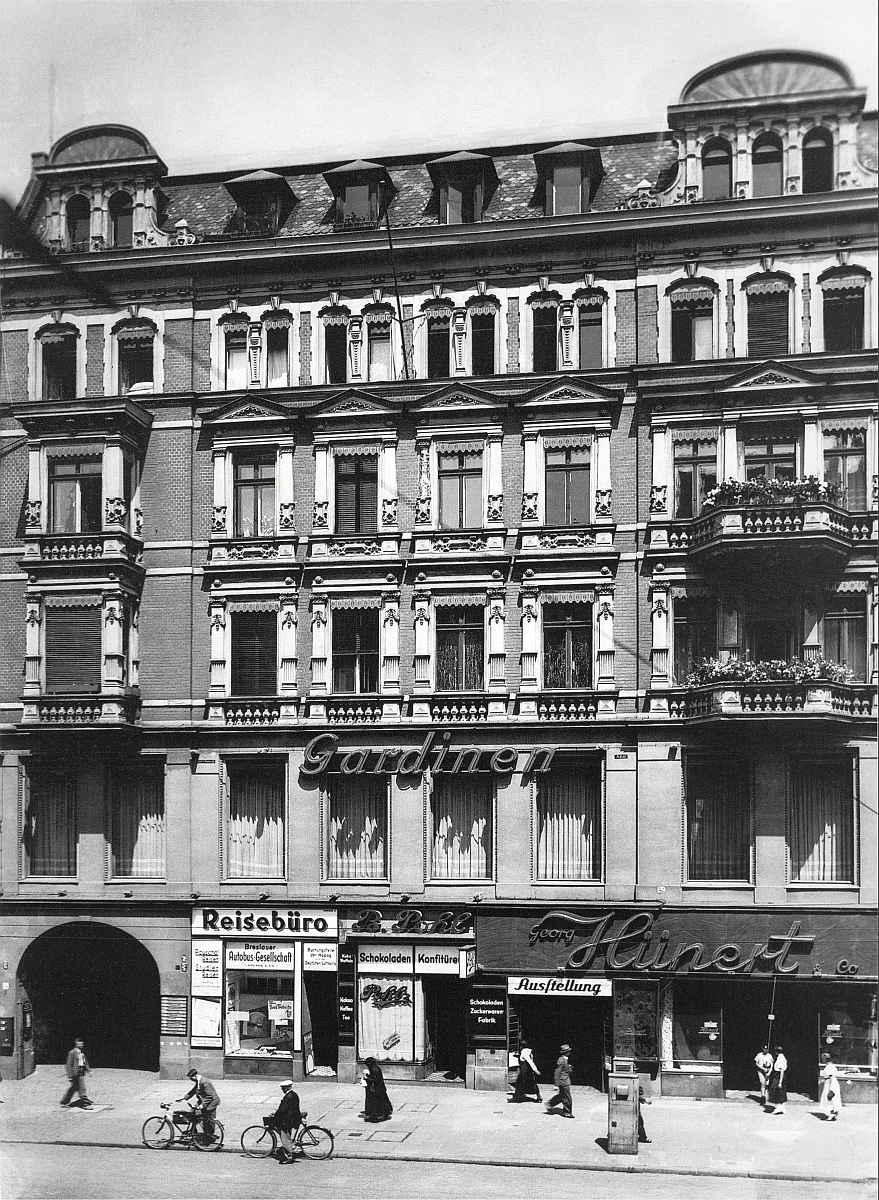
Wygląd kamienicy w latach 1936–1937

Pierwszy murowany budynek na parceli nr 52 pochodzi z drugiej połowy XIII wieku, z lat 1240-1280. Była to wówczas kamienica jednotraktowa, dwuizbowa z przedprożem. W połowie XIV wieku, na parterze z pierwotnego szerokiego pomieszczenia wydzielono wąską sień i pogłębiono budynek w kierunku północnym o węższy trakt. Dwa rozdzielone sienią pomieszczenia przykryto wówczas sklepieniami gwiaździstymi.
W 1567 roku właścicielem kamienicy był ród patrycjuszy wrocławskich Uthamannów. To za ich sprawą kamienicę przebudowano nadając jej wygląd manierystyczny. W trakcie przednim dodano wąską sień, a w oficynie wschodniej wybudowano klatkę schodową; nadbudowana została część zachodniej wraz ze sklepionym przejazdem nad ulicą Więzienną. Fasada budynku zyskała cztery szczyty a boniowany parter kamienny portal podobny do tego, jaki znajdował się w kamienicy przy Rynku 5 we Wrocławiu.
W 1712 roku kamienicy nadano wygląd barokowy, a w 1887 została wyburzona; w jej miejsce stanął budynek o formach neorenesansu francuskiego lub jak twierdzi Czerner eklektycznego. Ostatnia przebudowa przed wybuchem II wojny światowej miała miejsce w 1936 roku. W latach 1904–1905 w kamienicy tymczasowo mieścił się sklep Braci Baraschów, którzy w tym czasie budowali swój nowy dom handlowy przy Rynku 31/32.

## Po II wojnie światowej
W wyniku działań wojennych w 1945 roku kamienica nie uległa zniszczeniu. Została rozebrana pod koniec lat 50. XX wieku i ponownie wzniesiona według projektu Emila Kaliskiego, w formach manierystycznych jako czterokondygnacyjny budynek przykryty dachem kalenicowym, dwutraktowy, o sześcioosiowej fasadzie z trzema facjatami. W kamienicy zachowała się we wnętrzu renesansowa kolumna z pierwszej połowy XVI wieku.